# Уфимский листок объявлений и извещений
«Уфимский листок объявлений и извещений» — российская еженедельная, затем ежедневная газета, распространявшаяся в Уфе и Уфимской губернии в 1872—1911 гг. Язык — русский. Публиковались объявления и реклама о товарах и услугах,  предложения самого издателя газеты: адреса магазинов, ассортимент товаров и т. д. Размеры - 52—70 см, объем -  2—4 с.
Первое частное издание Уфы. Редактор-издатель Н. К. Блохин, владелец типографии и книжного магазина.
Выходила в Уфе с 1871 еженедельно, в 1909—11 ежедневно.
В XX веке:
1901 № 1 (1-I) — № 52-53 (24/31-XII)
1902—1906 по 52 номера в год
1907 № 1-2 (1/8-I) — № 53 (29-XII)
1908 № 1 (7-I) — № 46 (29-XII)
1909 № 1 (янв.) — № 46-47 (24/30-XII)
1910 № 1 (11-I) — № 33-34 (24-XII)
1911 № 1 (1-I) — № 10 (6-IV).
Прилож.: 1901—1906 Балансовые отчеты Уфимского общества взаимного кредита.